# Stilbite-Na
La stilbite-Na è un minerale.

## Etimologia
Il nome deriva dal greco στίλβειν, stìlbein, che significa scintillare, luccicare, in riferimento alla lucentezza vitrea e perlacea degli esemplari.

## Morfologia
La stilbite si presenta sotto molteplici forme e aspetti: aggregati radiali di cristalli che formano una sorta di cuscinetti spinosi o geminati a forma di croce. I più apprezzati sono quelli che si presentano come covoni di grano, dove i cristalli si associano gli uni agli altri in strutture larghe all'esterno e strette al centro. I cristalli individuali, invece, sono generalmente prismi schiacciati con caratteristiche che appartengono solo ai cristalli di un altro minerale del gruppo delle zeoliti, la stellerite. I cristalli possono essere trasparenti o traslucidi, e la tonalità varia dal bianco al rosa, anche se a volte possono adottarne di giallognole o rossastre, rendendoli ancora più belli.

## Origine e giacitura
La stilbite si forma nelle vescicole che si trovano dentro alcune masse di lava vulcanica, soprattutto se questa ha subito un processo di metamorfismo di basso grado.